# مندهام، نیوجرسی
مندهام (به انگلیسی: Mendham Township) شهری در ایالت نیوجرسی کشور ایالات متحده آمریکا است که جمعیت آن در سرشماری سال ۲۰۱۰ میلادی، ۵٬۸۶۹ نفر بوده‌است.